# Ternstroemia discolor
Ternstroemia discolor är en tvåhjärtbladig växtart som beskrevs av Chang och S.H. Shi. Ternstroemia discolor ingår i släktet Ternstroemia och familjen Pentaphylacaceae. Inga underarter finns listade i Catalogue of Life.